# Фаррелл, Гленда
Гленда Фаррелл (англ. Glenda Farrell, 30 июня 1904 — 1 мая 1971) — американская актриса, обладательница премии «Эмми».

## Биография
Гленда Фаррелл родилась в Оклахоме 30 июня 1904 года в семье Вилгельмины и Чарльза Фаррелла. Её актёрская карьера началась ещё в семилетнем возрасте на театральной сцене, где она сыграла роль маленькой Эвы в постановке «Хижина дяди Тома». По прошествии лет любовь к актёрскому искусству стала настолько высока, что Гленда бросила обучение и отправилась в турне с одной из театральных компаний, а вскоре и дебютировала на Бродвее.
В 1921 году Гленда вышла замуж за сценариста Томаса Ричардса, от которого родила сына Томми Фаррелла, который пошёл по стопам матери и стал актёром. Их брак распался в 1929 году, а в 1941 она вышла замуж за доктора Генри Росса, с которым провела в браке до конца жизни.

### Кинокарьера
Её голливудская карьера стартовала в конце эры немого кино, после того, как в июне 1930 года Фаррелл подписала контракт с кинокомпанией «First National Pictures». Кинодебют Фаррелл состоялся спустя год в фильме «Маленький Цезарь». Вскоре она подписала контракт с «Warner Bros.» и в последующие пару лет появилась более чем в 20 фильмах киностудии. Гленда Фаррелл, наряду с Джоан Блонделл, с которой она часто снималась, стала одной из первых киноактрис на заре звукового кино, воплотивших на экранах образ головокружительной блондинки.
В 1930-х годах Гленда появилась в таких фильмах, как «Леди на день» (1933), «Тайна музея восковых фигур» (1933), «Большое потрясение» (1934), «Золотоискатели 1935-го» (1935), «Золотоискатели 1937-го» (1936), «Отель „Голливуд“» (1937) и многих других. Гленда Фаррелл стала одной из самых плодовитых актрис «Warner Bros.», закрепив за собой успех серией фильмов о девушке-репортёре Торч Блейн, роль которой она исполнила в семи фильмах. После Фаррелл эта роль досталась Лоле Лейн, а затем Джейн Уайман, которые лишь раз появились в этом образе на экранах. После завершения контракта с «Warner Bros.» в 1939 году, Фаррелл вновь вернулась на театральную сцену, где по её мнению она могла в большей степени раскрыться и проявить свою индивидуальность.
В 1940-х годах популярность Гленды, как и её карьера в кино, пошла на спад. В последующие годы она появилась всего в нескольких фильмах, в том числе в «Девушки в ночи» (1953), «Девушка в розовом платье» (1955) и «Целующихся кузенах» (1964), а в большей степени снималась на телевидении, где в 1963 году получила премию «Эмми» за свою роль в телесериале «Бен Кэйси».
В 1969 году у Фаррелл был диагностирован рак лёгкого, но несмотря на это она ещё в течение года продолжала играть на Бродвее, пока в ноябре 1970 не была вынуждена навсегда распрощаться с актёрской карьерой. Гленда Фаррелл скончалась 1 мая 1971 года в возрасте 66 лет в своём доме в Нью-Йорке. Её муж Генри Росс умер в 1991 году и был похоронен рядом с ней.
За свой вклад в киноиндустрию она удостоена звезды на Голливудской аллее славы.

## Награды
- Эмми 1963 — «Лучшая актриса второго плана в драматическом сериале» («Бен Кэйси»)